# (4995) Griffin
(4995) Griffin es un asteroide perteneciente al grupo de los asteroides que cruzan la órbita de Marte descubierto el 28 de agosto de 1984 por Steven Roger Swanson desde el observatorio del Monte Palomar, Estados Unidos.

## Designación y nombre
Griffin recibió inicialmente la designación de 1984 QR.
Posteriormente, en 2007, se nombró en honor de Griffin Swanson, hijo del descubridor.

## Características orbitales
Griffin está situado a una distancia media del Sol de 2,34 ua, pudiendo alejarse hasta 3,072 ua y acercarse hasta 1,608 ua. Tiene una excentricidad de 0,3129 y una inclinación orbital de 20,6 grados. Emplea en completar una órbita alrededor del Sol 1308 días.

## Características físicas
La magnitud absoluta de Griffin es 13,4 y el periodo de rotación de 26,37 horas. Está asignado al tipo espectral S de la clasificación SMASSII.